# Константин Коломан
Костянтин Коломан або Каламан (грец. Κωνσταντῖνος Καλαμανός; 1137/1145 — після 1173) — візантійський намісник Кілікії.

## Життєпис
Костянтин був старшим сином Бориса Коломановича (претендента на престол Угорського королівства) та його дружини Анни Дукени (родички візантійського імператора Іоанна II Комніна). Його бабуся по батьківській лінії Євфимія Володимирівна була спіймана на перелюбі своїм чоловіком, королем Угорщини Коломаном, який ніколи не визнав її сина (батька Костянтина) своїм.
У 1163 році імператор Мануїл I Комнін призначив Костянтина на посаду намісника Кілікії, провінції імперії, фортеці якої щойно зайняв вірменський князь Торос II Кілікійський. Він пішов з посиленими силами до своєї провінції, і принцу Торосу довелося піти в гори. Принцеса Констанція Антіохійська бажала зберегти свою владу проти свого сина, Боемунда III Антіохійського, який на той час став дорослим для правління, звернувся до Костянтина з проханням про військову допомогу. Однак чутки про її звернення спровокували заворушення в Антіохії, і вона була вигнана.
Невдовзі після цього Костянтин і принц Боемунд III ведуть свої війська разом проти армій Нур ад-Діна Зангі, які взяли в облогу Крак де Шевальє, фортецю в графстві Триполі. Після битви при аль-Букайя в 1163 році, в якій особливо відзначилися Костянтин і його війська, Нур ад-Дін безладно втік до Хомса.
Влітку 1164 року Нур ад-Дін взяв в облогу фортецю Харім в Антіохійському князівстві. На заклик принца Боемунда йому на допомогу пішов Костянтин зі своїми військами, і, дізнавшись про їхнє прибуття, Нур ад-Дін зняв облогу. Поки він відходив, християнські війська слідували за ним, і їхні армії вступили в контакт 10 серпня. Почалася битва при Харімі, яка стала катастрофою для християн: їхні вожді (серед них і Костянтин) були схоплені й вивезені в Алеппо. Однак Нур ад-Дін так прагнув не образити Візантійську імперію, що майже одразу (1166 р.) звільнив Костянтина за сто п'ятдесят шовкових шат.
Під час його полону Кілікією керував Олексій Аксух, а потім Андронік I Комнін, який спокусив Філіппу, прекрасну сестру князя Богемунда III. Коли Костянтин був звільнений, імператор Мануїл I відкликав Андроніка Комніна і знову поставив його на його місце. Костянтину також було наказано продовжити шлях до Антіохії та спробувати завоювати прихильність Філіппи, але це йому не вдалося.
У 1170 році вірменський князь Кілікії Млех за допомогою Нур ад-Діна вторгся у візантійську провінцію Кілікію та з їхніх гарнізонів захопив Мопсуестію, Адану та Тарс. Костянтин міг знову зайняти втрачені території за допомогою єрусалимського короля Амальріка I і принца Боемунда III, але приблизно через рік він був захоплений принцом Млехом.